# Phan Bội Châu
Phan Bội Châu, rodným jménem Phan Văn San (26. prosince 1867 – 29. října 1940) byl vietnamský myslitel a veřejný činitel.

## Názory
Phan Bội Châu se domníval, že je především třeba vyhnat francouzské kolonizátory a pak ustavit konstituční monarchii. Pro rané období Phan Bội Châuovy činnosti je charakteristická jeho solidarita s hnutím „can-vuong“. Později kritizoval Phan Bội Châu svou činnost v tomto období a nazval ji „dětským vlastenectvím“. Pod vlivem revolučních událostí v Rusku a v Číně a též bezprostředních styků s čínskými a japonskými revolucionáři, v první řadě se Sunjatsenem, se světový názor Phan Bội Châuův ještě dále vyvíjí, přičemž se naplňuje revolučním obsahem. Organizuje vietnamské revolucionáře v Číně a aktivně se zúčastňuje založeni společnosti Việt Nam Quang Phục Hội. Pod vlivem čínské revoluce r. 1911 přešel Phan Bội Châu s konečnou platností od konstitučních monarchistických názorů na pozice revoluční demokracie.
| „                                                   | Po tom, co jsem navázal styk s čínskými soudruhy, mohl jsem se zřící svých dosavadních monarchistických koncepcí. | “ |
| — Phan Bội Châu: Tự phê phán. Ha Noi 1955, str. 83. | |   |